# نیلز یوهانسون (دوچرخه‌سوار)
نیلز یوهانسون (انگلیسی: Nils Johansson; ۱۶ آوریل ۱۹۲۰ – ۲۹ ژوئن ۱۹۹۹) دوچرخه‌سوار اهل سوئد بود.